# Rapport Brazza
Le rapport Brazza est le fruit d'une enquête administrative portant sur les conditions de vie au Congo français, confiée en 1905 à Pierre Savorgnan de Brazza. Dénonçant la collusion des intérêts de compagnies privées et de l'administration coloniale, et les sévices que subissent les indigènes en violation des dispositions de la conférence de Berlin de 1885, le rapport est enterré et n'est rendu public qu'en 2014.

## Contexte

### Affaire Toqué-Gaud

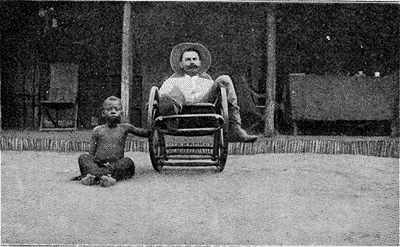
Georges Toqué au poste de Fort-Crampel (Gribingui) vers 1905

Le 14 juillet 1903, à Fort-Crampel, en Oubangui-Chari, un administrateur des colonies, George Toqué, et un commis des affaires indigènes, Fernand Gaud, décident de faire exécuter Pakpa, ancien guide, en lui attachant de la dynamite autour du cou. Au procès, les accusés rappellent qu’ils ont déclaré avant cette action épouvantable : « Ça a l’air idiot ; mais ça médusera les indigènes. Si après ça ils ne se tiennent pas tranquilles ! » Gaud indique à son procès qu’il voulait faire constater autour de lui l’étrangeté de cette mort : « Ni trace de coup de fusil, ni trace de coup de sagaie : c’est par une sorte de miracle qu’est mort celui qui n’avait pas voulu faire amitié avec les Blancs. » Ils sont condamnés à des peines légères (à cinq ans de réclusion), mais le scandale est tel qu’il conduit au lancement d’une enquête administrative, enquête dont est chargé Brazza.
L'affaire cause scandale et remonte jusqu’à Paris. Les chambres sont saisies, la presse s’en empare, et le Journal des débats lance l’idée de l’enquête administrative. La Commission est désignée ; elle est présidée par Pierre Savorgnan de Brazza. À ses côtés figurent Charles Hoarau-Desruisseaux, inspecteur général des colonies, Félicien Challaye, un jeune agrégé de philosophie qui représente le ministre de l’Instruction publique, un membre du Cabinet des colonies et un délégué du ministre des Affaires étrangères. Les chambres adoptent un crédit extraordinaire de 268 000 francs. Le 5 avril 1905, Brazza quitte Marseille. Le 29 avril, il est à Libreville et l’enquête peut commencer.

### Pression internationale
Pour Jean Martin, la pression des médias nationaux et internationaux précipite la décision de convoquer une mission d'enquête. Au début de 1905, le ministère Rouvier, à peine entré en fonctions, se trouve confronté aux campagnes qui exposent les « scandales du Congo » ou du « caoutchouc rouge », c’est-à-dire les abus commis dans la colonie par l’administration et par les compagnies concessionnaires. Parce qu'il redoute surtout l’envoi d’une commission d’enquête internationale, il prend les devants envoie la mission Brazza.

Le ministre des Colonies Étienne Clémentel charge notamment Brazza de démontrer que 

« [la France] a toujours eu soin de réprimer, quand ils ont été portés à la connaissance des autorités, les actes de violence commis envers les indigènes ; que ces violences se sont du reste toujours bornées à des actes individuels, sans qu'il soit possible d'y voir un système organisé ; qu'on n'a jamais vu au Congo français toute entreprise publique ou privée recourir par principe, pour subsister ou pour accélérer son succès, à des procédés de tyrannie méthodique, qui seraient, paraît-il, analogues à ceux employés dans les parties de l'Etat indépendant du Congo actuellement soumis à une enquête »

— Clémentel, Instructions confidentielles à Savorgnan de Brazza
Le cadre de la mission précise que celle-ci ne saurait, voyages inclus, dépasser six mois.

## Enquête au Congo français

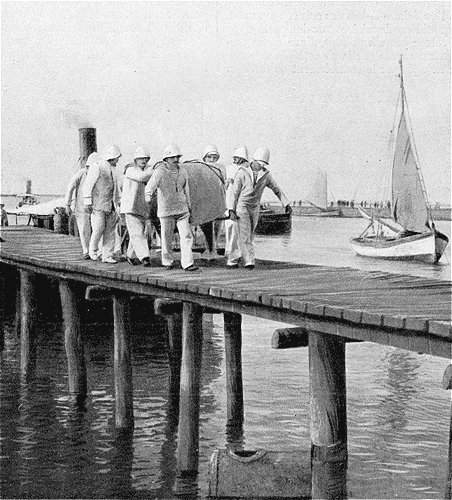
Transport de Brazza à l'hôpital de Dakar (1905).

Brazza découvre au Congo mais surtout en Oubangui-Chari que les femmes et les enfants sont enlevés et parqués dans des camps d’otages, jusqu’à ce que le mari ou le père ait récolté assez de caoutchouc. À Bangui, les otages sont enfermés à la factorerie. Alors que les hommes apportent le caoutchouc, la quantité est jugée insuffisante. Les femmes sont alors transférées à Bangui, dans une case longue de six mètres, sans autre ouverture que la porte. Parmi les soixante-six otages entassés, vingt-cinq meurent les douze premiers jours, leurs cadavres sont jetés à la rivière,.
À Fort Crampel, Brazza découvre un camp dans lequel sont entassés des otages.
Brazza indique dans son rapport no 148, du 21 août :

« J'ai trouvé dans l'Oubangui-Chari une situation impossible. C'est la continuation pure et simple de la destruction des populations sous forme de réquisitions, et bien que tout ait été mis en œuvre dans la région de Krébédjé pour m'empêcher de voir clair dans le passé et surtout dans le présent, j'ai été amené à relever de graves abus de répression. (...) Au cours de mon voyage, j’ai acquis le sentiment très net que le Département n’a pas été tenu au courant de la situation réelle dans laquelle se trouvent les populations indigènes et des procédés employés à leur égard. Tout a été mis en œuvre lors de mon passage dans cette région pour m’empêcher d’en avoir connaissance. »

— Pierre Savorgnan de Brazza, Lettre de Brazza à Paul Bourde
Le jeune universitaire Félicien Challaye alimente Le Temps de chroniques d'après les éléments rapportés par Brazza. Émile Gentil, administrateur colonial au Congo, souhaite rentrer pour se justifier, mais le ministre le prie de rester pour encadrer Brazza. Il part finalement deux jours avant son illustre prédécesseur.
La santé de Savorgan de Brazza se détériore au retour de sa mission. Atteint de fortes fièvres, contraint de débarquer à Dakar, il meurt à six heures du soir le 14 septembre 1905.

## Rapport Brazza

### Commission Lannessan
Après le décès de Brazza, et en raison notamment de la pression exercée par les quotidiens Le Temps et L'Humanité, la commission chargée de rédiger le rapport final se réunit. Placée sous la présidence de Jean-Louis de Lannessan — ce député radical est ancien gouverneur de l'Indochine et ancien ministre de la Marine — la commission ne compte aucun des inspecteurs associés à Brazza dans ses rangs.
Les notes rédigées par les membres de la mission Brazza représentent un ensemble de 1 200 pages. La commission Lannessan rend début 1906 un rapport final de 112 pages.
Si Jean Martin prend acte du fait qu'on a pu qualifier la commission Lannessan de « commission d'étouffement », il estime que « la nouvelle commission s'acquitta honnêtement de sa tâche ». Vincent Bailly et Tristan Thil estiment en revanche que « la commission accouche [...] d'un rapport certes sévère mais plus qu'édulcoré », notamment parce qu'elle rejette systématiquement de nombreux témoignages « indigènes », et qu'elle décharge de toute responsabilité le gouverneur général Émile Gentil et l'administration coloniale, au nom d'un « esprit de corps ».

### Contenu du rapport
Le rapport est divisé en deux parties présentant d'abord les « accusations et discussions » puis les recommandations de la commission.
Sur la responsabilité de l’administration du Congo, le rapport indique que les prises d’otages et séquestration des femmes sont pratique courante, ce qui exonère le gouverneur Émile Gentil de toute responsabilité, aux dépens de ses subalternes. Le rapport retient cependant à charge les entraves systématiques qu'il avait opposées aux travaux de la commission Brazza.
Sur les questions financières, budgétaires et fiscales, le rapport note que la perception de l’impôt donnait lieu à de criants abus, notamment celui du paiement en nature (en caoutchouc) effectué aux sociétés concessionnaires elles-mêmes. Les 40 sociétés de 1899 ne sont plus que 33 en 1905, et seize seulement peuvent être considérées comme ayant réussi, en raison de l’épuisement prochain des produits qu’elles collectent, l'ivoire et le caoutchouc.
Pour la commission, la centralisation de l’administration est excessive, son personnel est fréquemment incompétent. Faute de réorganisation d'ampleur, on se contente alors de muter quelques fonctionnaires, et le gouverneur général du Congo parvient à rester à son poste trois années supplémentaires et à éviter une enquête militaire.

### Devenir du rapport
Le rapport imprimé à dix exemplaires est « discrètement enseveli » ou « définitivement enterré » en 1907 à la demande du ministre Raphaël Milliès-Lacroix. Les demandes de parlementaires pour publier le rapport, dont celle de Lanessan lui-même, ou du député socialiste Gustave Rouanet le 19 février 1906 restent vaines.
L'universitaire Catherine Coquery-Vidrovitch retrouve à la fin des années 1960 un exemplaire du rapport Brazza, alors qu'il était communément admis que celui-ci était « inaccessible, détruit ou interdit de consultation ». Aux archives du ministère des Colonies à Aix-en-Provence, l'éditeur Dominique Bellec découvre l'ensemble des documents annexes qui avaient servi à établir le rapport. Catherine Coquery-Vidrovitch croise des archives provenant de la commission Lannessan, des rapports des inspecteurs de la mission, et du dossier personnel de Brazza.
Le rapport est publié en 2014 aux éditions Le Passager clandestin.